# Al-Achlātī
Al-Achlātī (arabisch الأخلاطي, DMG Al-Aḫlāṭī; geboren vor 1320; gestorben unsicher: Februar 1397 oder März 1397) war ein husainidischer Scherif, der verschiedene Werke zu Alchemie, Wahrsagekunst und anderen okkulten Wissenschaften verfasste und von einigen seiner Anhänger als Mahdi betrachtet wurde. Nach Aufenthalten in Täbris, Aleppo und Damaskus siedelte er auf Einladung des mamlukischen Sultans az-Zāhir Barqūq nach Ägypten über und stand den Rest seines Lebens in enger Beziehung zu diesem Herrscher. In timuridischen Intellektuellenkreisen galt al-Achlātī als der bedeutendste zeitgenössische Kenner der mystischen Bedeutung der arabischen Buchstaben. Auf dem Gebiet des Osmanischen Reichs war er vor allem als der spirituelle Lehrer von Scheich Bedr ed-Dīn bekannt.
Die wichtigsten Quellen für das Leben und Wirken von al-Achlātī sind die biographischen Einträge über ihn in den Werken der zeitgenössischen ägyptischen Gelehrten Ibn al-Furāt (gest. 1405), Ibn Hadschar al-ʿAsqalānī (gest. 1449) und Badr ad-Dīn al-ʿAinī (gest. 1451). Darüber hinaus spielt er auch eine wichtige Rolle in den hagiographischen Werken über Scheich Bedr ed-Dīn. Während al-ʿAinī al-Achlātīs vollständigen Namen mit Ibrāhīm ibn ʿAbdallāh al-Achlātī angibt, wird er in den meisten anderen Quellen und auch in den Handschriften seiner Werke als Husain al-Achlātī bezeichnet. Da er sich mit der Herstellung von Lapislazuli (arab. lāzuward) beschäftigte, erscheint er in einigen arabischen Quellen auch mit der Nisba al-Lāzuwardī.

## Leben

### Abstammung und frühe Jahre
Al-Achlātī stammt aus der Stadt Ahlat im Osten der heutigen Türkei. Nach Ibn Hadschar al-ʿAsqalānī war er ein husainidischer Scharīf. Badr ad-Dīn al-ʿAinī tituliert ihn auch als Saiyid. Al-Achlātī wuchs auf iranischem Gebiet auf und erlernte die Herstellung von Lapislazuli. Auch beschäftigte er sich mit Alchemie und der „Wissenschaft der Geisterbeschwörung“ (ʿilm al-istiḫdām). In einem seiner Werke erzählt al-Achlātī, dass er sich in Täbris aufhielt, als dort die Pest ausbrach. Da die Pest Täbris 1347 erreichte, ist sein Besuch der Stadt wahrscheinlich auf dieses Jahr zu datieren.
Außerdem erwarb sich al-Achlātī einen Ruf als Kenner des Dschafr, des von den schiitischen Imamen überlieferten geheimen Buchs, in dem angeblich in kryptischer Form das Schicksal der Menschheit niedergeschrieben ist. Scharaf ad-Dīn Chān al-Bidlīsī berichtet in seinem 1597 abgefassten Scharafnāma, dass al-Achlātī mit ungefähr 12.000 Anhängern aus seiner Heimat auszog, weil er durch seine Kenntnis des Dschafr angeblich die Mongoleneinfälle vorausgesehen hatte.

### Aufenthalt in Syrien
Eine Zeitlang hielt sich al-Achlātī in Damaskus auf. Hier hatte er Kontakt zu dem Hadith-Gelehrten Sibt Ibn al-ʿAdschamī (gest. 1438). Außerdem schickte Schāh Nūr ad-Dīn Niʿmatullāh Walī (gest. 1431), der Begründer des Niʿmatullāhīya-Ordens, seine beiden Schüler Sā'in ad-Dīn ʿAlī Turka und Scharaf ad-Dīn ʿAlī al-Yazdī, zu al-Achlātī nach Damaskus, damit sie bei ihm die Auslegung der Buchstaben des Dschafr-Buches erlernten. Al-Achlātī deutete auch Hadithe anhand der mystischen Bedeutung der einzelnen Buchstaben. und betrachtete die Auslegung dieser Traditionen durch die Hadith-Gelehrten als unzureichend.
Eine weitere Station von al-Achlātī war Aleppo, wo er sich abgeschieden von den Menschen in der Freitagsmoschee oder in einer Zāwiya niederließ. Nach anderen Berichten lebte er zurückgezogen an einem Ort namens Bābillā im Osten von Aleppo, der von Gärten und Weingärten durchzogen war und den Aleppinern zur Erholung diente. Dort besuchten ihn die großen Persönlichkeiten von Aleppo, darunter auch der mamlukische Statthalter der Stadt. Meist öffnete al-Achlātī seinen Besuchern nicht die Tür, sondern kommunizierte mit ihnen nur von dem Bogen aus, der sich oberhalb seiner Tür befand.

### Umsiedlung nach Ägypten und Beziehung zu Barqūq
Als der mamlukische Sultan Az-Zāhir Barqūq davon hörte, dass sich al-Achlātī gut mit Medizin und ärztlicher Behandlung auskannte, lud er ihn nach Kairo ein, damit er seinen Sohn Muhammad behandelte. Dieser war am Fuß erkrankt war, ohne dass die Ärzte ihn heilen konnten. Obwohl al-Achlātīs Behandlung ebenfalls keine Wirkung zeigte, war der Sultan ihm sehr gewogen. Er brachte ihm große Verehrung entgegen und wies ihm ein Haus in Fam al-Chaur am Nilufer zu. Ein Gehalt, das ihm der Sultan ebenfalls anbot, lehnte al-Achlātī ab, obwohl er hohe Ausgaben hatte. Barqūq verehrte al-Achlātī sehr. Wenn er mit ihm zusammentreffen wollte, sandte er entweder seinen Kämmerer oder seinen Statthalter Sūdūn zu ihm aus. Sie brachten ihn dann auf dem Pferd direkt zum Sultan. Al-Achlātī und der Sultan standen sich so nahe, dass letzterer, wenn er auf die Jagd ging, unter den Fenstern seines Hauses Halt machte und nach ihm rief. Al-Achlātī sprach dann von oben zu ihm, ohne zu seiner Begrüßung herunterzukommen. Auch viele Mamlukenemire machten al-Achlātī die Aufwartung.

### Lebensstil und Anhängerschaft
Ansonsten lebte al-Achlātī zurückgezogen in seinem Haus am Nilufer und besuchte niemanden. Nur wenigen ausgewählten Menschen gestattete er Zutritt zu seinem Haus. Hinsichtlich Speise, Trank und Kleidung soll er in größtem Luxus gelebt haben. Man sagte ihm nach, dass er es sowohl hierin als auch bei der Einnahme verschiedener Elektuarien weiter getrieben habe als die meisten Könige. Die Menschen wussten nicht, wie er seinen Lebensunterhalt verdiente. Einige führten seinen Reichtum auf seine Beschäftigung mit Alchemie zurück, andere sagten, dass er im Besitz eines wertvollen Edelsteins sei. Am bekanntesten war die Auffassung, dass er sein Geld mit der Lapislazuli-Herstellung machte. Er soll sein Wissen über Lapislazuli geheim gehalten und niemandem mitgeteilt haben.
Auf religiöser Ebene fiel al-Achlātī dadurch auf, dass er weder das Freitagsgebet noch andere Gemeindegebete besuchte. Daraus schloss man, dass er ein Schiit sein musste. Einige von al-Achlātīs Anhängern behaupteten, dass er „der erwartete Mahdi am Ende der Zeiten“ (al-mahdī al-muntaẓar fī awāḫir az-zamān) sei. Sie titulierten ihn auch als Sultan und „Pol der Zeit“ (quṭb az-zamān). Einige Menschen glaubten auch, dass er ein Gottesfreund sei. Er wurde von zahlreichen Menschen aufgesucht, die teils Bittgebete und teils Heilmittel von ihm wünschten. Man erzählte auch, dass al-Achlātī zusammen mit einem gewissen Mīr Buchārī in Mekka gewesen sei.
Einer der wichtigsten Schüler von al-Husain al-Achlātī war Scheich Bedr ed-Dīn, der wie er anatolischer Herkunft war. Nach dem hagiographisch-biographischen Werk über Bedr ed-Dīn aus der Feder seines Enkels Chalīl ibn Ismāʿīl war al-Achlātī von entscheidender Bedeutung dafür, dass sich Bedr ed-Dīn von einem gewöhnlichen Rechtsgelehrten zu einem Freidenker und „revolutionären Mystiker“ entwickelte. In dem Werk wird erzählt, dass Bedr ed-Dīn al-Achlātī kennenlernte, als er sich in Kairo aufhielt und zusammen mit ihm eines Abends bei Barqūq eingeladen war.

### Tod und Hinterlassenschaften
Al-Achlātī starb am 29. Dschumādā I 799 (= 28. Februar 1397) mit über 80 Jahren. Er wurde in dem Hof des Emirs Scharaf ad-Dīn Yūnus ad-Dawādār in der Nähe der Qubbat an-Nasr außerhalb des Bāb an-Nasr, einem der Stadttore von Kairo, begraben. An dem Trauerzug, mit dem seine Leiche von seinem Haus in Fam al-Chaur nach Kairo überführt wurde, nahmen zahlreiche Persönlichkeiten der mamlukischen Militär- und Verwaltungselite teil, darunter der Atabeg Saif ad-Dīn Etmisch al-Bidschāsī.
Al-Achlātī hinterließ ein umfangreiches Vermögen, ohne darüber eine testamentarische Verfügung getroffen zu haben. Darunter befanden sich zahlreiche Textilien, viel Gold sowie Sklaven und Sklavinnen. Als der Sultan von seinem Tod erfuhr, beauftragte er den Kanzleibeamten (dawādār kabīr) Qalamtāy, sein Haus und seine Hinterlassenschaft zu schützen. Er fand darin unter anderem einen goldenen Pokal, Flaschen mit Wein, Gürtel für Mönchskutten, ein Exemplar des Evangeliums, Bücher zur Philosophie (ḥikma), Astrologie und Geomantie (raml) sowie einen Kasten mit kostbaren Gemmen und Beutel mit Gold, auf denen sich das Siegel der Herrscher der iranischen Gebiete befand. Da al-Achlātī keinen Erben eingesetzt hatte, zog der Sultan sein gesamtes Vermögen ein.
Der gegen Ende des 16. Jahrhunderts schreibende Bidlīsī berichtet, dass noch zu seiner Zeit das Grab von Al-Achlātī in Kairo verehrt wurde und sich dort ein Stadtviertel befand, das „Stadtviertel der Achlātīer“ (maḥalla-yi Aḫlāṭīyān) genannt wurde.

## Werke
Al-Achlātī hat eine größere Anzahl von Werken zu okkulten Wissenschaften verfasst. Zwei davon, Qawāʿīd al-ǧafr wa-ʿilm al-falak wa-zayāriǧ wa-ʿilm al-ḥurūf („Regeln der Wahrsagekunst, der Astronomie, der Wahrsagekarten und der Wissenschaft von den Buchstaben“) und das Sifr-i Ǧafr („Buch der Wahrsagekunst“), sind bereits im Druck veröffentlicht worden, ersteres 2002 in Beirut und letzteres 2007 in Teheran.
Daneben sind drei weitere kurze Werke zur Wahrsagekunst in der Süleymaniye-Bibliothek in Istanbul erhalten:
- In dem Traktat mit dem Titel Risāla-yi ǧafr-i ǧāmiʿa („Sendschreiben über die universale Wahrsagekunst“; Ms. Haşim Paşa 103, ff. 32b–35a) erklärt al-Achlātī, wie man ein Dschafr-Buch schreibt und welche Eigenschaften derjenige besitzen muss, der ein solches Buch erstellt. Nach Achlātī muss er einen festen Glauben und klare Intention haben und genügend Unterstützung für sich und seine Anhänger erhalten. Er muss ein Saiyid sein und Zugang zu einem offenen, luftigen Platz haben, der von grünen Pflanzen und Wasser umgeben ist. Außerdem muss er bereit sein, 1001 Tage in Abgeschiedenheit zu verbringen. In dieser Zeit muss er 784 Seiten schreiben und darf nicht mit anderen Menschen korrespondieren. In den Nächten auf Freitag und Dienstag und dann, wenn der Mond im Zeichen des Skorpions steht, darf er nicht arbeiten. An allen übrigen Tagen soll er jeweils eine Seite fertigstellen. An Montagen, Donnerstagen und Unglückstagen muss er fasten. In dem Buch soll mehrfach der Name des Herrschers, der das Buch in Auftrag gegeben hat, genannt werden.[39]
- In der kurzen Risāla-yi ǧāmiʿīya („Universales Sendschreiben“; Ms. Kemal Edip Kürkçüoğlu 56, ff. 302b–303b) wird erklärt, dass die Menschheitsgeschichte aus drei Stufen besteht, der Stufe der Prophetie, die mit Adam begann und mit Mohammed endete, der Stufe der Gottesfreundschaft, die von ʿAlī ibn Abī Tālib bis zu dem elften Imam Hasan al-ʿAskarī reichte, und der Stufe der Göttlichkeit, die nach seinem Tod begann.[40]
- In einem anderen Werk mit dem Titel Ḥulūl al-maqāṣid („Eintreten der Ziele“; Ms. Bağdatli Vehbi Efendi 2024, ff. 52b–7b) beschreibt al-Achlātī, wie er mit Hilfe eines Dschafr-Buches die Pest aus Täbris vertrieb. Er erklärt, dass er mit dem Abdschad-Wert der Buchstaben in dem Ausdruck Šahr-i Tabrīz („Die Stadt Täbris“) ein Dschafr-Buch erstellte, das er an einen Baum am Grab des Kubrawiyya-Heiligen Bābā Faradsch-i Tabrīzī (gest. 1173) hängte, woraufhin das Unheil nach wenigen Tagen aus der Stadt verschwand.[41]

Schließlich erwähnt Ahmad Monzavi in seinem Katalog persischer Handschriften vier weitere Werke al-Achlātīs zur Alchemie:
- Barahna („Enthüllt“) über das Elixier,
- Rumūz al-ġarāʾib („Symbole der Merkwürdigkeiten“), Abhandlung mit einer Vorrede, mehreren Kapiteln und einem Schlusswort über „die seltsamen Wissenschaften und wunderhaften Symbole“, erstellt auf Wunsch seines Sohnes Muhammad,
- Kifāyat aṣ-ṣanʿa, über das Opus magnum in der Alchemie,
- Kīmiyā, Traktat zur Alchemie, der vor allem in schiitischen Kreisen überliefert wurde.[42]

## Seine Rolle in den hagiographischen Werken über Scheich Bedr ed-Dīn
Al-Achlātī spielt auch eine wichtige Rolle in den hagiographischen Werken über Scheich Bedr ed-Dīn. Das wichtigste Werk dieser Art stammt aus der Feder von Bedr ed-Dīns Enkel Chalīl ibn Ismāʿīl. Hier wird berichtet, dass Bedr ed-Dīn al-Achlātī kennenlernte, als er zusammen mit ihm eines Abends bei Barqūq eingeladen war. Nachdem man den Abend mit Lektüre und Erläuterung des Korans zugebracht hatte, schenkte Barqūq den beiden je eine äthiopische Sklavin. Die beiden Sklavinnen waren Schwestern, diejenige al-Achlātī hieß Māriya, ihre Schwester Dschādhiba. Māriya gebar al-Achlātī einen Sohn namens Mīr Hasan und lernte bei ihm viel über „das Geheimnis der göttlichen Einheit“ (sirr-i tauḥīd). Als ihre Schwester am Opferfest einen Sohn gebar, besuchte Māriya sie. Bei dieser Gelegenheit führte sie mit Bedr ed-Dīn die ganze Nacht Gespräche über mystische Dinge, die so großen Eindruck auf ihn machten, dass er sich danach als Schüler al-Achlātī anschloss und seine Karriere als Rechtsgelehrter aufgab. Bedr ed-Dīns Gesundheitszustand verschlechterte sich danach kontinuierlich. Als er einmal auf der Straße zusammenbrach, soll ihn al-Achlātī in Anwesenheit Barqūqs durch einen Dhikr wieder zu Bewusstsein gebracht haben, wofür ihn Barqūq anschließend reichlich beschenkte. Bedr ed-Dīn reiste später auf iranisches Gebiet und machte dort die Bekanntschaft von Timur, der von seiner Gelehrsamkeit beeindruckt war und ihm seine Tochter zur Frau geben wollte. Bedr ed-Dīn zog es jedoch vor, nach Kairo zurückzukehren, um al-Achlātīs Nachfolger werden zu können. Dort unterzog er sich auf Weisung al-Achlātīs einer vierzigtägigen Klausur. Da diese seiner Gesundheit schlecht bekam, gab ihm al-Achlātī gute Speisen zu essen und riet ihm, Nachtwachen zu halten.
Nach dem Bericht von Chalīl ibn Ismāʿīl unterzog sich Bedr ed-Dīn bei al-Achlātī noch mehreren anderen Derwischklausuren, in denen er mehrfach ekstatische Zustände erlebte. Als al-Achlātī eines Abends in einer Gesellschaft gelehrter Scheiche über die göttlichen Geheimnisse sprach und dabei Bedr ed-Dīn anblickte, sah dieser in einem ekstatischen Zustand den Geist des Propheten (rūḥ-i Aḥmad). Während er vor ihm die Proskynese (siǧda) vollzog, bemerkte er, wie sich der Geist des Propheten mit al-Achlātī vereinigte. Al-Achlātī rief nach diesem Ereignis alle Scheiche von Kairo zusammen und bestimmte Bedr ed-Dīn zu seinem Nachfolger. Kurze Zeit später starb er. Da nach al-Achlātīs Tod die Derwische seines Klosters in Streit gerieten, blieb Bedr ed-Dīn, sein eigentlicher Nachfolger, nur sechs Monate in Kairo und kehrte dann über Jerusalem in seine Heimatstadt Edirne zurück.
Während al-Achlātī in Chalīls Werk als spiritueller Heiler erscheint, wird er in einem anderen anonymen hagiographischen Werk über Scheich Bedr ed-Dīn, von dem zwei Handschriften in türkischen Bibliotheken existieren, als ein Magier mit übernatürlichen Kräften dargestellt. In ihm wird beschrieben, wie al-Achlātī mit Dschinn kämpft und mit Bedr ed-Dīn nach Indien reist.